# A12 (Kasachstan)
Die A12 ist eine wichtige Straße im äußersten Norden Kasachstans. Die Straße ist eine Nord-Süd-Strecke von Petropawl bis zur Grenze zu Russland und die nördlichste Fernstraße des Landes.

## Straßenbeschreibung
Die A12 (zugleich Teil der Europastraße 125) beginnt einige Kilometer westlich der Stadt Petropawl auf der M51, der Transitstrecke von Tscheljabinsk nach Omsk (in Russland seit 2010 R254 Irtysch). Die Route verläuft links des Flusses Ischim nach Norden durch die seenreiche Steppe, vorbei am größeren Dorf Sokolowka, bis sie nördlich von Scheljakowo die Staatsgrenze zu Russland erreicht. Auf der russischen Seite führt sie weiter zunächst als Regionalstraße 71A-1109, später 71A-1011 nach Ischim, wo Anschluss an die föderale Fernstraße R402 Tjumen – Omsk besteht.

## Geschichte
Die A12 erhielt ihre Nummer im Jahr 2011. Vorher trug sie wie der russische Abschnitt die Nummer R403. Die R403 war ursprünglich 153 km lang, wovon sich heute 91 km auf dem Territorium der russischen Oblast Tjumen befinden.